# МиГ-321
МиГ-321  — проект советского гиперзвукового многоцелевого истребителя, разработанный в период 1975—1989 годов ОКБ МиГ. Самолёт должен был стать продолжением модернизации линии МиГ-25П/Р. Одной из особенностей самолёта должно было стать потребление керосина в качестве топлива на низких скоростях и водорода на высоких.

## Лётно-технические характеристики
Источник данных: Сайт "Испытатели

#### Технические характеристики
- длина: 40.0 м

- размах: 12.5/29.0 м

- площадь крыла: 110 м²

- максимальный взлетный вес: 90000 кг

- нормальный взлетный вес: 75000 кг

- двигатели: 2 * 30000 кгс

#### Лётные характеристики
- максимальная скорость: 5300 км/ч

- крейсерская скорость: 4250 км/ч (М=4) на высоте 25-27 км

- практический потолок: 37000 м

- дальность максимальная: 5000 — 7000 км